# Gampong Baro Kb
Gampong Baro Kb is een bestuurslaag in het regentschap Aceh Barat van de provincie Atjeh, Indonesië. Gampong Baro Kb telt 63 inwoners (volkstelling 2010).